# Бен Крос
Хари Бернард Крос (енгл. Harry Bernard Cross; Лондон, 16. децембар 1947 — Беч, 18. август 2020) био је енглески глумац, најпознатији по улогама Харолда Ејбрахамса у филму Ватрене кочије и Сарека у филму Звездане стазе.